# Élie Laurent
Élie Laurent (né Élie-Joseph Laurent à Lyon le 7 décembre 1841, où il est mort le 25 octobre 1926) est un artiste peintre de l'école lyonnaise, portraitiste et décorateur.

## Biographie
Élie-Joseph Laurent est né à Lyon en 1841. Peintre de paysages, de portraits et décorateur. Elie-Joseph Laurent étudie aux Beaux-Arts de Lyon, sa ville natale, puis à l'académie Julian. Il expose à partir de 1867 au Salon de Lyon, et en 1880 à celui de Paris. Il décore des églises, comme l'abside de l'église d'Écully, puis il est nommé professeur aux Beaux-Arts, de 1906 à 1908. Il fut le professeur de Thérèse Guerin.

## Œuvres
- Chœur et abside de l'église d'Écully[4]
- Plusieurs portraits de rabbins[6]
- Portrait du Cardinal Archevêque de Lyon[7]